# Клинівська сільська рада (Бахмутський район)
| Клинівська сільська рада — колишній орган місцевого самоврядування у Бахмутському районі Донецької області з адміністративним центром у с. Клинове. Сільській раді підпорядковані населені пункти: - с. Клинове - с. Відродження - с. Мідна Руда |

## Склад ради
Рада складається з 14 депутатів та голови.

## Керівний склад сільської ради
| ПІБ                          | Основні відомості                                                         | Дата обрання | Дата звільнення |
| ---------------------------- | ------------------------------------------------------------------------- | ------------ | --------------- |
| Жубанов Володимир Михайлович | Сільський голова, 1948 року народження, освіта, безпартійний              | 26.03.2006   | 31.10.2010      |
| Жубанов Володимир Михайлович | Сільський голова, 1948 року народження, освіта вища, член Партії регіонів | 31.10.2010   |                 |

Примітка: таблиця складена за даними джерела